# Терекла (Башкортостан)
Терекла (баш. Тирәкле) — деревня в  Мелеузовском районе Республики Башкортостан Российской Федерации. Входит в состав Зирганского сельсовета.

## География
Расположена на реке Тереклашка. 

### Географическое положение
Расстояние до:
- районного центра (Мелеуз): 22 км,
- центра сельсовета (Зирган): 12 км,
- ближайшей ж/д станции (Зирган): 15 км.

## История
В 1995 году из Васильевского сельсовета передана деревня Терекла в состав Зирганского поссовета Мелеузовского района (Постановление Государственного Собрания РБ от 02.11.95 N ГС-50 «О передаче деревни Терекла Васильевского сельсовета в состав Зирганского поссовета Мелеузовского района»).

## Население
| 2002 | 2009 | 2010 |
| ---- | ---- | ---- |
| 89   | ↗115 | ↘67  |

## Инфраструктура
Личное подсобное хозяйство с зоной сельскохозяйственного использования, индивидуальная застройка усадебного типа.